# Mickey au Grand Nord
Pour plus de détails, voir Fiche technique et Distribution.
Mickey au Grand Nord (The Klondike Kid) est un dessin animé de Mickey Mouse produit par Walt Disney pour United Artists et sorti le 12 novembre 1932.

## Synopsis
Mickey est joueur de piano dans un bar de la région du Klondike au Canada. Il porte secours à Minnie, choquée et à moitié frigorifiée. Arrive alors en trombe Pegleg Pierre, fraîchement descendu de son traîneau, qui après un affrontement au pistolet, enlève Minnie. Mickey le poursuit à bord de son traineau, trainé par Pluto. Pegleg Pierre parvient à sa cabane et s'y retranche. La bataille se poursuit, Mickey assiégeant le ravisseur. Pendant ce temps, Pluto, qui était parti à la poursuite d'un lapin qui habite à proximité, provoque la formation d'une énorme boule de neige, qui finalement détruit la cabane et capture le ravisseur.

## Fiche technique
- Titre original : The Klondike Kid
- Autres Titres :
  - Allemagne : Entscheidung im Schnee
  - France : Mickey au Grand Nord
- Série : Mickey Mouse
- Réalisateur : Wilfred Jackson
- Voix : Walt Disney (Mickey), Marcellite Garner (Minnie), Pinto Colvig (Dingo), Billy Bletcher (Pete)
- Producteur : Walt Disney, John Sutherland
- Distributeur : United Artists
- Date de sortie[1] : 12 novembre 1932
- Format d'image : Noir et Blanc
- Son : Cinephone
- Durée : 7 min
- Langue : (en)
- Pays :  États-Unis

## Commentaires
Ce film est sorti à la même date que The Whoopee Party, une première pour les studios Disney. De plus, il reprend un scénario proche des histoires telles que The Gallopin' Gaucho (1928) ou The Cactus Kid (1931), mais en inversant les rôles initiaux : cette fois, c'est Mickey qui est dans le bar, et Minnie qui le « rejoint ».
Ce film se situe dans la région aurifère du Klondike, qui sera régulièrement utilisée dans les histoires de l'univers de Donald Duck, et particulièrement celles avec Picsou.